# Бондарєв Борис
Борис Бондарєв (рос. Борис Бондарев) — російський дипломат, який працював у постійному представництві Росії при офісі ООН у Женеві в Швейцарії з 2019 року до своєї відставки в травні 2022 року на знак протесту проти російського вторгнення в Україну.

## Біографія
У МЗС Росії почав працювати у 2002 році. З 2019 року був радником Росії при ООН у Женеві.
23 травня 2022 року Бондарев заявив, що пішов у відставку на знак протесту проти російського вторгнення в Україну, назвавши вторгнення «агресивною війною», заявивши, що це був не лише злочин проти українського народу, але й «найважчий злочин проти народу Росії, жирною літерою Z, що перекреслює всі надії та перспективи процвітаючого вільного суспільства в нашій країні». Бондарев заявив, що кілька разів висловлював свої занепокоєння з приводу вторгнення старшому персоналу посольства, але йому сказали тримати язик за зубами, щоб уникнути наслідків». Він також сказав, що не очікував, що інші дипломати підуть за ним, і що метою організаторів війни було «назавжди залишитися при владі».